# Crkva Svetog Trojstva na Rumiji
Crkva Svetog Trojstva na Rumiji pripada Mitropoliji crnogorsko-primorskoj Srpske pravoslavne crkve. Nalazi se na vrhu planine Rumije u blizini Bara u Crnoj Gori. Manastir Svetog Sergeja Radonežskog na Rumiji je najčešće mjesto do kojeg planinari i vjernici dođu autima, a put ka vrhu Rumije nastavljaju pješačenjem.

## Povijest
Mitropolija crnogorsko-primorska je 31. srpnja 2005. godine postavila na Rumiji crkvu izgrađenu od metalne konstrukcije, koja je posvećena Svetom Trojstvu. Crkvu koja je navodno postojala od bizantskih vremena na vrhu Rumije, srušena je tijekom turske okupacije Bara 1571. godine. Crkvica čije su dimenzije 4 metra visine, 3 metra dužine i 2 metra širine, mase 3 tone je postavljena na vrh Rumije pomoću dva helikoptera tadašnje Vojske Srbije i Crne Gore, a uz sudjelovanje MUP-a Crne Gore.
Crkva je napravljena u rekordnom roku od samo 10 dana, dok je križ napravljen u Srbiji, a tri zvona su stigla iz Rusije. Zbog mase, cijelu crkvu nije bilo moguće prenijeti na Rumiju, pa je presječena na dva dijela. Drugi dio spušten je nekoliko metara od mjesta gdje je čitava crkva naknadno montirana. Zbog vremenskih uvjeta koji vladaju na toj nadmorskoj visini crkva nema prozora, a zvona su fiksirana.
Krajem 2018. godine, crkvica je obložena kamenjem koje je narod vijekovima donosio, da bi se hram tu obnovio.

## Drevno predanje
Prema narodnoj legendi, na planini Rumiji, na njenom vrhu visokom 1.595 metara, postojala je crkva posvećena Svetom Trojstvu koju je sagradio kralj Ivan Vladimir. Zbog grijeha počinjenog u hramu, crkva je odletjela. Isto predanje je govorilo da će crkva ponovo sama doletjeti kada se nakupi dovoljno pokajnog kamenja za novi hram.
Stotinama godina narod podrumijskog kraja u Trojčindanskoj litiji za križem Svetog Ivana Vladimira iznosi po kamen na vrh Rumije kao svojevrsni zavjet koji se prenosi s koljena na koljeno, vjerujući da će na vrhu ove planine biti obnovljena crkva kada se tu prikupi dovoljno kamenja.
Običaj penjanja na vrhove planina na neki praznik je sačuvan i kod nekih Albanaca. Na vrhu planine Jalič su sačuvane ruševine male kapele, kamo na Sv. proroka Iliju 20. srpnja žitelji okolnih sela smatraju za sveti običaj ostao od pradjedova da se popnu i izvrše namaz, kako to rade Tedrinci na Veliku Gospojinu, penju se na planinu Dronju, i Sirnićani i Kačaničani na planinu Ljuboten. Na ovoj posljednjoj nije bilo znakova postojanja molitvenog doma, a na Dronji ima grob iz davnina kao na planini Paštrik.

## Reakcije
Nakon postavljanja crkve na Rumiju crnogorske vlasti su smatrale da se crkva treba ukloniti, a to su pravdale činjenicom da Crkva nije tražila građevinsku dozvolu, kao i da ta obnovljena crkva ruši međuvjerski i međuetnički sklad. Pojedini publicisti iz Crne Gore negiraju postojanje nekadašnje crkve na vrhu Rumije, jer se crkva ne nalazi ni na jednoj mletačkoj karti, iako brojna svjedočanstva o postojanju te crkve postoje i u pisanom i usmenom predanju (narodnoj tradiciji). Crkva smeta i Albancima koji Rumiju smatraju svojom planinom. U nekoliko navrata na crkvi su albanski nacionalisti ispislivali grafite.
Nakon poziva u javnosti da se crkva s Rumije sruši, mitropolit crnogorsko-primorski Amfilohije je uputio kletvu onima koji bi to uradili: Ko sruši taj hram Bog ga srušio i njega i njegovo potomstvo i Časni krst mu sudio.